# Clarice Niskier
Clarice Niskier (Rio de Janeiro, 12 de setembro de 1959), é uma atriz brasileira. É integrante do Movimento Humanos Direitos.

## Biografia
Descendente de judeus. Clarice Niskier estreou no Teatro Tablado em 1981, na peça “Tambores na Noite”, de Bertolt Brecht, sob a direção de Dina Moscovitch, no Rio de Janeiro. Em seguida, foi convidada a participar da peça “Porcos Com Asas”, de Mauro Rádice e Lidia Ravera, sob a direção de Mario Sérgio Medeiros, interpretando a sua primeira protagonista, em 1982, no Teatro Cacilda Becker.
Trabalhou na Companhia “Tem Folga na Direção”, sob a direção de Antônio Pedro nas peças “Cabra Marcado Pra Correr”, (Judas em Sábado de Aleluia), de Martins Pena, e “Tá Ruço no Açougue” (Santa Joana dos Matadouros), de Brecht. Ainda nos anos 80, trabalhou com o Grupo Pessoal do Despertar, no Parque Lage, atuando na peça “O Círculo de Giz Caucasiano”, também de Brecht, sob a direção de Paulo Reis; trabalhou com a premiada diretora do Grupo Navegando, Lucia Coelho, em diversas peças infantis; com Bia Lessa, na peça “Os Possessos”, de Dostoievski, e com Amir Haddad, em “Faces, o Musical”.
Nos anos 90 atuou na peça “Bonitinha, Mas Ordinária”, de Nelson Rodrigues, sob a direção de Eduardo Wotzik e em seguida na peça “Confissões das Mulheres de Trinta”, texto coletivo, sob a direção de Domingos Oliveira. Com estes dois diretores desenvolveu uma longa parceria. Com Eduardo Wotzik fez também “Yerma”, de Federico Garcia Lorca, “Troia”, de Eurípedes, que lhe valeu as indicações para o Prêmio Shell e Mambembe de Melhor Atriz em 93. E, com Eduardo, fez também seu primeiro monólogo: “Um Ato Para Clarice”, coletânea de textos de Clarice Lispector, além da peça “Equilíbrio Delicado”, de Edward Albee. Com Domingos Oliveira, atuou ainda na peça “Buda”, de autoria da própria atriz, seu segundo monólogo. E nas peças “Confissões das Mulheres de Quarenta”, texto idealizado e escrito pela atriz sob a orientação dramatúrgica de Domingos Oliveira e colaboração das atrizes Priscilla Rozenbaum, Dedina Bernardelli e Cacá Mourthé; atuou também na peça “Isabel”, de Aderbal Freire-Filho e nas peças “Amores” e “Primeira Valsa”, ambas de autoria do próprio Domingos Oliveira.

### Anos 2000

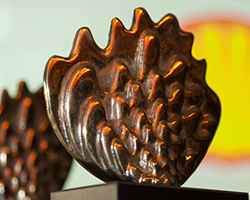
Clarice Niskier indicada ao Prêmio Shell de melhor atriz.

A partir do ano 2000 trabalhou nas seguintes peças: “A Memória da Água”, de Shelagh Stephenson, sob a direção de Felipe Hirsh; “O Caso da Rua ao Lado”, de Eugène Labiche, sob a direção de Alberto Renault; “Antônio e Cleópatra”, de Shakespeare, sob a direção de Paulo José; “Tudo Sobre Mulheres”, de Miro Gavran, sob a direção de Ticiana Studart, que lhe rendeu a sua segunda indicação para o Prêmio Shell de Melhor Atriz, em 2006; e na peça “A Alma Imoral”, sua adaptação do livro “A Alma Imoral”, de Nilton Bonder, sob a supervisão de Amir Haddad, que estreou no Espaço Sesc-Copacabana, em junho de 2006. “A Alma Imoral” recebeu indicação para vários prêmios, entre eles os Prêmios Eletrobrás de Melhor Espetáculo, Melhor Atriz e Melhor Figurino. E lhe rendeu sua terceira indicação para o Prêmio Shell de Melhor Atriz, sendo a ganhadora deste prêmio em 2007. Clarice ganhou também o Prêmio Qualidade Brasil de Melhor Atriz – Drama SP em 2008, por sua atuação em “A Alma Imoral”, que cumpriu temporada na capital paulista de março de 2008 a setembro de 2011, apresentando-se também em algumas cidades do interior do Estado de SP. Em 2009, A Alma Imoral fez parte da programação da Virada Cultural da Cidade de São Paulo.
Em 2011, Clarice Niskier dirigiu a peça “Aquela Outra”, de Licia Manzo, com as atrizes Cristina Flores e Tania Costa; em 2012 e em 2014 atuou na peça “O Lugar Escuro”, de Heloisa Seixas, ao lado de Camilla Amado, Laila Zaid e Isabella Dionísio. Em 2013, codirigiu com Maitê Proença e Amir Haddad a peça “À Beira do Abismo Me Cresceram Asas”, além de continuar em cartaz com a peça A Alma Imoral no Rio e em SP, em 2014.
Clarice Niskier atuou em 2009 na peça “Maria Stuart”, no CCBB de Brasília e do Rio de Janeiro, sob a direção de Antonio Gilberto. Enquanto atuava em São Paulo em seu premiado monólogo “A Alma Imoral”, representava a Rainha Elizabeth, texto de Schiller, ao lado de Julia Lemmertz. O que lhe rendeu uma bonita matéria na Folha de S. Paulo sob o título: “Sem Folga, Atriz alterna Trono e Nudez”.
Clarice tem ainda em seu currículo várias participações em programas de televisão, como a personagem Alzira da novela “Ciranda de Pedra”, de Alcides Nogueira, na TV Globo, sob a direção de Denise Saraceni, em 2009; e em 2011 uma participação especial na novela “Araguaia”, de Walther Negrão, também na TV Globo, interpretando a divertida Irmã Dulce. Clarice fez ainda uma participação especial num dos episódios da série “Macho Man”, na TV Globo, interpretando uma terapeuta corporal alternativa ao lado de Marisa Orth e Jorge Fernando; e também na série “As Brasileiras”, de Daniel Filho, ao lado do casal Malvino Salvador e Sophie Charlotte.
Participou de vários filmes, entre eles, “Amores” e “Feminices”, de Domingos Oliveira. E “A Viagem de Volta”, direção de Emiliano Ribeiro.
Clarice Niskier ministra também cursos de teatro, tendo em seu currículo aulas para executivos da IBM (RJ) e (SP) e IBGE (RJ). A atriz é frequentemente convidada para falar em eventos empresariais sobre sua experiência como atriz e como autora da adaptação da peça “A Alma Imoral”. Clarice escreve roteiros teatrais para eventos corporativos. E realiza leituras de roteiros adaptados para o teatro de livros de vários autores, em eventos corporativos em SP. Foi colaboradora da revista Lola Magazine, da Ed. Abril e tem artigos publicados na Revista IDE, publicação da Sociedade Brasileira de Psicanálise de São Paulo. Clarice Niskier tem formação em Jornalismo, na P.U.C do Rio de Janeiro. Trabalhou no Jornal do Brasil por dois anos e no Jornal Repórter também por dois anos, enquanto cursava a Faculdade. Estudou no Colégio São Vicente de Paulo e na Escola Israelita Brasileira Eliezer Steinbarg.
A atriz foi professora titular do Curso de Formação de Atores da UniverCidade (RJ), tendo sido eleita pelos alunos para diretora da peça de formatura da turma, no período em que trabalhou lá. Em publicidade, Clarice realizou a bem sucedida campanha “Dinorah da TVA”, campanha publicitária de grande sucesso nos anos 90, que permaneceu dois anos no ar em todos os canais de televisão, principalmente no Rio, e que recebeu vários prêmios em sua categoria.
Em novembro de 2014 estreou um novo monólogo “A Lista”, da autora canadense, Jennifer Tremblay, no Teatro Eva Herz – SP. Foi indicada ao Prêmio Shell de Melhor Atriz – SP 2015, pelo seu desempenho no monólogo “A Lista”.

### Atualmente
Em 2016 continua em cartaz com o espetáculo “A Alma Imoral” – adaptação da atriz, do livro “A Alma Imoral”, de Nilton Bonder – comemorando 10 anos de sucessos.
Além do espetáculo que continuará em cartaz por todo o ano de 2016, a atriz grava para o SBT a novela Carinha de Anjo.

## Carreira

### Teatro
| Ano  | Título                                 | Papel | Nota |
| ---- | -------------------------------------- | ----- | --- |
| 1982 | Porcos com Asas                        |       | de Mauro Rádice e Lidia Ravera. |
| 1983 | O Circulo de Giz Caucasiano            |       | de Bertolt Brecht, com direção de Paulo Reis. |
| 1984 | Dito e Feito                           |       | peça infantil com o Grupo Navegando. |
| 1985 | Cabra Marcado para Correr, II a Missão |       | adaptação paródica de Judas em Sábado de Alelúia, de Martins Pena. |
| 1985 | Tá Ruço no Açouguel                    |       | adaptação de Antônio Pedro Borges. |
| 1986 | Faces, O Musical                       |       | musical dirigido por Amir Haddad. |
| 1987 | Os Possessos                           |       | adaptação de Bia Lessa. |
| 1988 | Camaleão na Lua                        |       | de Maria Clara Machado com direção de Cacá Mourthé. |
| 1991 | Confissões das Mulheres de Trinta      |       | Clarice escreve com as amigas Cacá Mourthé, Clarisse Derzié Luz, Dedina Bernadelli, Lenita Plonczynski, Maitê Proença e Priscilla Rozenbaum.                                                 |
| 1991 | Bonitinha, mas Ordinária               |       | interpretando Ritinha, de Nelson Rodrigues. |
| 1993 | Troia                                  |       | com adaptação de Fernanda Schnorr, de Eurípides. |
| 1994 | Clarice por Clarice                    |       | coletânea de textos de Clarice Lispector, com direção de Eduardo Wotzik. |
| 1994 | As Guerreiras do Amor                  |       | adaptação de Domingos Oliveira |
| 1995 | Yerma                                  |       | protagoniza Yerma, de Federico García Lorca. |
| 1999 | Um Equilíbrio Delicado                 |       | ao lado de Walmor Chagas, Tônia Carrero, Camilla amado, Ítala Nandi e Luís de Lima, de Edward Albee.                                                                                         |
| 2000 | Isabel                                 |       | Atuou ao lado de Maitê Proença e Aderbal Freire-Filho, de Aderbal Freire Filho, dirigido por Domingo Oliveira                                                                                |
| 2001 | Memórias da Água                       |       | interpretou Maria, sob a direção de felipe Hirsch, de Shelagh Stephenson. |
| 2002 | Buda                                   |       | peça de própria autoria junto com Domingo Oliveira. |
| 2005 | Tudo Sobre Mulheres                    |       | uma comédia dramática do croata Miro Gavran com direção de Ticiana Stuart, Clarice atuou com Beth Goulart e Mariana Lima.                                                                    |
| 2006 | A Alma Imoral                          |       | monólogo com a adaptação do livro de Nilton Bonder e supervisão de Amir Haddad. Ganhou Prêmio Shell de Melhor Atriz, Prêmio Qualidade Brasil de Melhor atriz, mais 4 prêmios e 4 indicações. |
| 2009 | Maria Stuart                           |       | Clarice Niskier como a Rainha Elizabeth, sob a direção de Antonio Gilberto, e Julia Lemmertz como protagonista.                                                                              |
| 2011 | Aquela Outra                           |       | direção de Clarice, texto de Licia Manzo, com as atrizes Cristina Flores e Tania Costa |
| 2012 | O Lugar Escuro                         |       | triálogo entre Clarice Niskier, Camilla Amado e Laila Zaid onde o tema abordado é o drama da doença de Alzheimer.                                                                            |
| 2013 | A Beira de Um Abismo Me Cresceram Asas |       | co-dirigiu junto com Maitê Proença e Amir Haddad. |
| 2014 | A Lista                                |       | monólogo da adaptação do livro de Jennifer Tremblay, direção de Amir Haddad e tradução de Risa Landau, foi indicada ao Prêmio Shell de Melhor Atriz 2015.                                    |

### Televisão
| Ano  | Título                     | Papel                                | Nota                                |
| ---- | -------------------------- | ------------------------------------ | ----------------------------------- |
| 1993 | O Mapa da Mina             | Deise Correia                        |                                     |
| 1994 | Confissões de Adolescente  | Alice                                |                                     |
| 1996 | A Vida Como Ela é...       |                                      |                                     |
| 1996 | O Fim do Mundo             | Belmira                              |                                     |
| 1997 | Você Decide                | Rita                                 | Episódio: "Estrada do Amanhã"       |
| 1998 | Você Decide                | Olímpia                              | Episódio: "O Doce Sabor do Sucesso" |
| 2000 | Uga Uga                    | Amélia                               |                                     |
| 2002 | O Beijo do Vampiro         | Paula                                |                                     |
| 2003 | Celebridade                | Heloísa, esposa do deputado Floriano |                                     |
| 2004 | Sob Nova Direção           | Darci                                |                                     |
| 2004 | Carga Pesada               | Deise Correia                        |                                     |
| 2006 | Um Menino Muito Maluquinho | Paula (Professora)                   |                                     |
| 2006 | A Diarista                 | Lucila                               | Episódio: "Andaime Paciência"       |
| 2007 | Pé na Jaca!                | Apresentadora de TV                  |                                     |
| 2008 | Ciranda de Pedra           | Alzira                               |                                     |
| 2011 | Araguaia                   | Irmã Dulce                           |                                     |
| 2011 | Macho Man                  | Terapeuta                            |                                     |
| 2011 | Os Anjos do Sexo           | Marina                               | Episódio: "Gordos e Magros"         |
| 2012 | As Brasileiras             | Cidinha                              | Episódio: "A Sambista da BR 116"    |
| 2015 | Magnífica 70               | Marília                              |                                     |
| 2016 | Me Chama de Bruna          | Wanda Pacheco                        | 2016-2018                           |
| 2016 | Nada Será Como Antes       | Sílvia                               |                                     |
| 2016 | Carinha de Anjo            | Haydee Escobar                       |                                     |
| 2019 | Sob Pressão                | Suely                                | Ep. 28                              |
| 2024 | A Caverna Encantada        | Diretora Norma                       |                                     |

### Cinema
| Ano  | Título                        | Papel      | Nota           |
| ---- | ----------------------------- | ---------- | -------------- |
| 1989 | Cavaliers aux yeux verts, Les | Mathilde   |                |
| 1995 | As Meninas                    | Bugre      |                |
| 1998 | Amores                        | Luiza      |                |
| 2003 | Maria, Mãe do Filho de Deus   | Ana        |                |
| 2005 | Feminices                     | Eugênia    |                |
| 2015 | Depois de Tudo                | Mãe de Ney |                |
| 2018 | Ser o que se É                | Mãe        | Curta-metragem |
| 2024 | A Metade de Nós               | Cristina   |                |
| 2024 | As Polacas                    | Fanny      | [ 6 ]          |
| 2025 | Viver a Vida                  | Stella     |                |

## Prêmios e indicações
| Ano  | Associações                         | Categoria                | Nomeações | Resultado | Ref.  |
| ---- | ----------------------------------- | ------------------------ | --------- | --------- | ----- |
| 1999 | Prêmio Guarani de Cinema Brasileiro | Melhor Atriz Coadjuvante | Amores    | Venceu    | [ 8 ] |